# Kate Sperrey

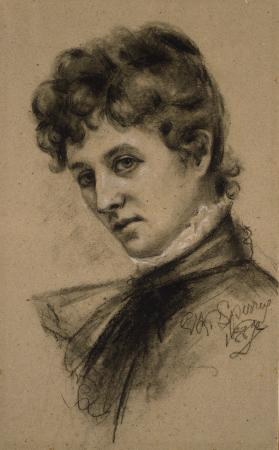
Selbstporträt der Kate Sperrey, 1887

Eleanor Catherine Mair (* 7. Januar 1862 in Geelong, Kolonie Victoria als Eleanor Catherine Sperrey; † 23. April 1893 in Blenheim) war eine neuseeländische Porträtmalerin, die hauptsächlich unter den Namen Kate Sperrey und E. K. Mair wirkte.

## Leben
Sperrey wurde 1862 in Geelong in der damals zum britischen Kolonialreich gehörenden Kolonie Victoria im heutigen Australien als Tochter eines Holzhändlers und seiner zweiten Ehefrau geboren. Ein Jahr später wanderte die Familie nach Neuseeland aus, wo man sich in Dunedin niederließ. Dort erhielt der Vater eine Stelle als Assistent eines Unterschatzmeisters. Nach dem Tod ihrer Mutter 1865 besuchte Sperrey ab 1873 die Otago Girls’ High School, wo sie Kunstunterricht bei dem bekannten Maler David Con Hutton nahm. Unklar ist, ob Sperrey anschließend weiteren Unterricht an Huttons Otago School of Art nahm. Anfang der 1880er trat sie gesicherterweise eine Europareise an, auf der sie unter anderem Kunstunterricht bei dem italienischen Porträtmaler Giuseppe Ferrari nahm. Nach ihrer Rückkehr 1884 zog sie zu ihrem Vater nach Wellington, wo sie begann, sich als Porträtmalerin zu etablieren. Spätestens 1886 war sie bereits Eigentümerin eines eigenen Ateliers.
Sperrey verband ihre Porträtmalerei mit modernen Maltechniken und erhielt so das Lob vieler Kunstkritiker. Bekannt wurde sie vor allem durch ihre Porträtgemälde von Maoris, unter anderen von dem Maori-Anführer Wahanui und seiner Ehefrau Wairingiringi. Gleichzeitig malte sie zahllose Porträts neuseeländischer Politiker wie der Premierminister Harry Atkinson, George Edward Grey und John Ballance. Durch diese Tätigkeit kam sie auch in Kontakt mit dem Armeeangehörigen Gilbert Mair, dessen Porträt sie 1886 gemalt hatte und den sie zwei Jahre später heiratete. Die beiden wurden Eltern zweier Kinder, darunter der Malerin Kathleen Airini Vane (1891–1965). Gesundheitlich stets von schwacher Kondition, starb Sperrey 1893 im Krankenhaus von Blenheim, wo sie sich einer Operation hatte unterziehen wollen. Sie wurde in Wellington neben ihrem Vater begraben. Vieler ihrer Gemälde wurden später bei einem Brand zerstört; heute ist die einst gefeierte Porträtmalerin selbst in Neuseeland weitgehend vergessen.